# 沈恩孚

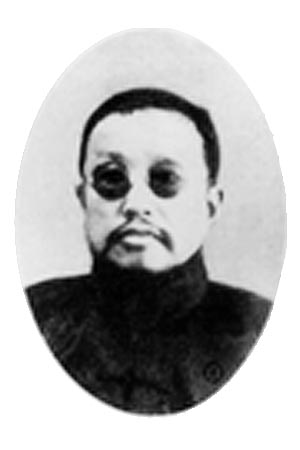

沈恩孚（1864年—1944年），字信卿，號渐盦，又号心磬。江苏吴县人。中國教育家。

## 生平
為沈𡹘後裔，曾祖沈清瑞。有胞姐妹三，其中三姐/妹為潘鴻鼎夫人。沈恩孚從上海龙门书院肄业。光緒三十年（1904年）他到日本考察教育。回国后，他任龙门师范学堂监督，倡导新学。三十五年（1905年）他與張謇、袁希濤及黃炎培等人在上海发起成立江苏学务总会。他还是宪友会成员。光緒三十四年（1908年）起他擔任江蘇教育總會駐會幹事。辛亥革命后，他任職於江苏都督府，任副民政长、江苏省公署秘书长。他曾发起成立各省都督府代表联合会。1913年他主持江苏教育。1916年起擔任江蘇省教育會駐會幹事。1917年他和黃炎培等人发起成立中华职业教育社。他還筹建南京河海工程专门学校，1917年至1923年负责董理同济大学，還创办了鸿英图书馆。他還曾長期擔任上海市议会议长。1944年去世。
他是1912年南京臨時政府時期中華民國臨時國歌《五旗共和歌》的詞作者。

## 著作
- 沈信卿先生文集

## 家庭
長子沈有乾：中國現當代心理学家、邏輯學家和統計學家。

次子沈有鼎：中國現當代著名的邏輯學家、哲學家。

并有四女，其中一女沈方成之夫婿是胡厥文。